# Attilio Mordini
Attilio Mordini (Firenze, 22 giugno 1923 – Firenze, 4 ottobre 1966) è stato uno scrittore e teologo italiano.

## Biografia
Attilio Mordini di Selva, di nobile famiglia fiorentina, educato dagli Scolopi e in seguito dai Salesiani, agli inizi della Seconda guerra mondiale si arruolò volontario nella Milizia Volontaria per la Sicurezza Nazionale e, dopo l'8 settembre 1943, prestò servizio nel reparto genieri della IV Panzer Division impegnata in Russia. Tornato in Italia dopo essere rimasto ferito sul fronte ucraino, aderì alla Repubblica Sociale Italiana arruolandosi nella Guardia Nazionale Repubblicana dove gli fu assegnato il grado di capitano ma svolse solo il ruolo di addetto stampa e alla fine della guerra fu sottoposto a carcerazione: in questo periodo contrasse la tubercolosi. Riprese gli studi universitari per laurearsi a pieni voti con una tesi in letteratura tedesca, sotto la guida del germanista Vittorio Santoli. Nello stesso periodo seguì i corsi della Pontificia Università Gregoriana.
Collaborò alla rivista L'Ultima, fondata da Giovanni Papini, e a varie pubblicazioni di indirizzo cattolico come L'Alfiere, Il Ghibellino, Carattere e Adveniat Regnum. Negli anni 1964-65 fu apprezzato lettore di italiano all'Università di Kiel e durante la sua permanenza in Germania collaborò alla rivista di teologia e scienza delle religioni Kairos, edita dai Benedettini di Salisburgo. 
Fu in rapporto collaborativo ed epistolare con esponenti del mondo culturale, tra cui: Giovanni Cantoni (fondatore di Alleanza Cattolica), Giano Accame, Gianni Baget Bozzo, Fausto Belfiori, Titus Burckhardt, Alfredo Cattabiani, Adolfo Oxilia, Silvano Panunzio, René Pechère, Pietro Porcinai, Adriana Zarri e Sergio Quinzio. I carteggi sono conservati a Roma presso la Fondazione "Ugo Spirito e Renzo De Felice". 
Autore della voce "Il lavoro in luce cristiana" della Moderna Enciclopedia del Cristianesimo edita dalle Edizioni Paoline (Torino 1963), terziario francescano col nome di Fra' Alighiero, nei suoi scritti ha analizzato, in una sintesi personalissima, l'iter della civiltà cristiana dall'Incarnazione ad oggi. Da tale interpretazione cristocentrica della Storia, Mordini nelle opere della maturità sosterrà la coerenza delle sue scelte politiche e militari. Il Tempio del Cristianesimo - secondo Enrico Nistri una delle sue opere più importanti - viene appunto descritta dall'autore stesso come un "breve esame sui lineamenti della civiltà cristiana considerata, al tempo stesso, quale costruzione architettonica della civiltà universale e quale espressione dell'uomo". In esso Mordini afferma che "la politica dell'Asse rispondeva, in sostanza, a esigenze che la stessa Chiesa Romana aveva riconosciute come legittime, e in tale legittimità consisteva la vera forza morale di ogni gesto di Mussolini e di Hitler a dare un ordine nuovo al mondo". Infatti, a differenza di altre dottrine politiche come il comunismo, Mordini sostiene che si debba "distinguere, nel nazismo, il movimento dalle ideologie". Infatti, fondando la sua interpretazione politica su una concezione cristiana del perennialismo e dunque rigettando le correnti riconducibili al misticismo nazista e al nazismo esoterico, Mordini scrive che il movimento nazista propriamente politico "sorse per esigenze sacrosante e si affermò per i nobilissimi fini a cui tendeva". A suo modo di vedere, "il nazionalsocialismo si pone subito a riscoprire le urgenze politiche e civili cui sempre aveva risposto, in passato, il cattolicesimo ghibellino", e applaude quindi il ripresentarsi di "un tale anelito all'Imperium quale era quello della Germania nazista, vale a dire orbato della viva presenza dell'Uomo Universale Cristo Gesù". Più timido il suo giudizio sul Ventennio fascista, che individua come un correttivo agli effetti ideologico-sociali del Risorgimento: per quanto l'Italia ebbe "il grande merito di porsi per prima sulla via della reazione", il fascismo "indulse troppo a manifestazioni di massa e, quindi, democratiche". Considerate quindi le differenze tra le due compagini politiche, al termine dell'opera Mordini è categorico nel dichiarare che la Seconda Guerra Mondiale fu "l'ultima guerra santa combattuta in difesa della civiltà contro la follia del progressismo".
Dopo una vita di sofferenze e di dolori, circondato da un cenacolo culturale e spirituale di giovani allievi tra cui Franco Cardini, morì a Firenze il 4 ottobre 1966, giorno di San Francesco.

## Opere principali
- Il segno della Carne, scritto con lo pseudonimo di Ermanno Landi, La fronda, Firenze 1956
- Dal Mito al materialismo, Il Campo Editore, Firenze 1966
- Giardini d'Oriente e d'Occidente, Fabbri, Milano, 1966 (con Pietro Porcinai)
- Verità del linguaggio, Volpe, Roma 1974
- Il Mito primordiale del Cristianesimo quale fonte perenne di metafisica, Scheiwiller, Milano 1976; reed. Il Cerchio, Rimini, 2019.
- Il mistero dello Yeti alla luce della tradizione biblica, Il Falco, Milano 1977; reed. Cantagalli, Siena, 2012
- Il Tempio del Cristianesimo, Settecolori, Vibo Valentia 1979; reed. Il Cerchio, Rimini 2006
- Francesco e Maria, Cantagalli, Siena 1986
- Il mito antico e la letteratura moderna, Solfanelli, Chieti 1989
- Il cattolico ghibellino, Il Settimo Sigillo, Roma 1989
- Verità della Cultura, Il Cerchio, Rimini 1995
- Passi sull'acqua. Dai Quaderni d'appunti (1954-1961), Ed. Europa- Settimo Sigillo, Roma 2000
- Povertà regale, Cantagalli, Siena 2001
- Il segreto cristiano delle fiabe, Il Cerchio, Rimini 2007
- L'ordine costantiniano di S. Giorgio. La regola di S. Basilio e altri scritti di simbologia e cavalleria (1960-1964), Thule, Palermo, 2017.
- INRI. Il mistero del Regno, [inedito] Cantagalli, Siena 2021.
- Il Quaderno di Kiel. Frammenti e note per INRI,  La Finestra editrice, Lavis (TN), 2023.
- Il segno della carne, (rieditato con il suo nome vero), Edizioni Solfanelli, Chieti, 2023.